# Вале (Мантова)
Вале је насеље у Италији у округу Мантова, региону Ломбардија.
Према процени из 2011. у насељу је живело 72 становника. Насеље се налази на надморској висини од 128 м.